# Église Saint-Denis de Manneville-sur-Risle
L'église saint Denis est une église catholique située à Manneville-sur-Risle, en France.

## Localisation
L'église est située dans le département français de l'Eure, sur le territoire de la commune de Manneville-sur-Risle.

## Historique

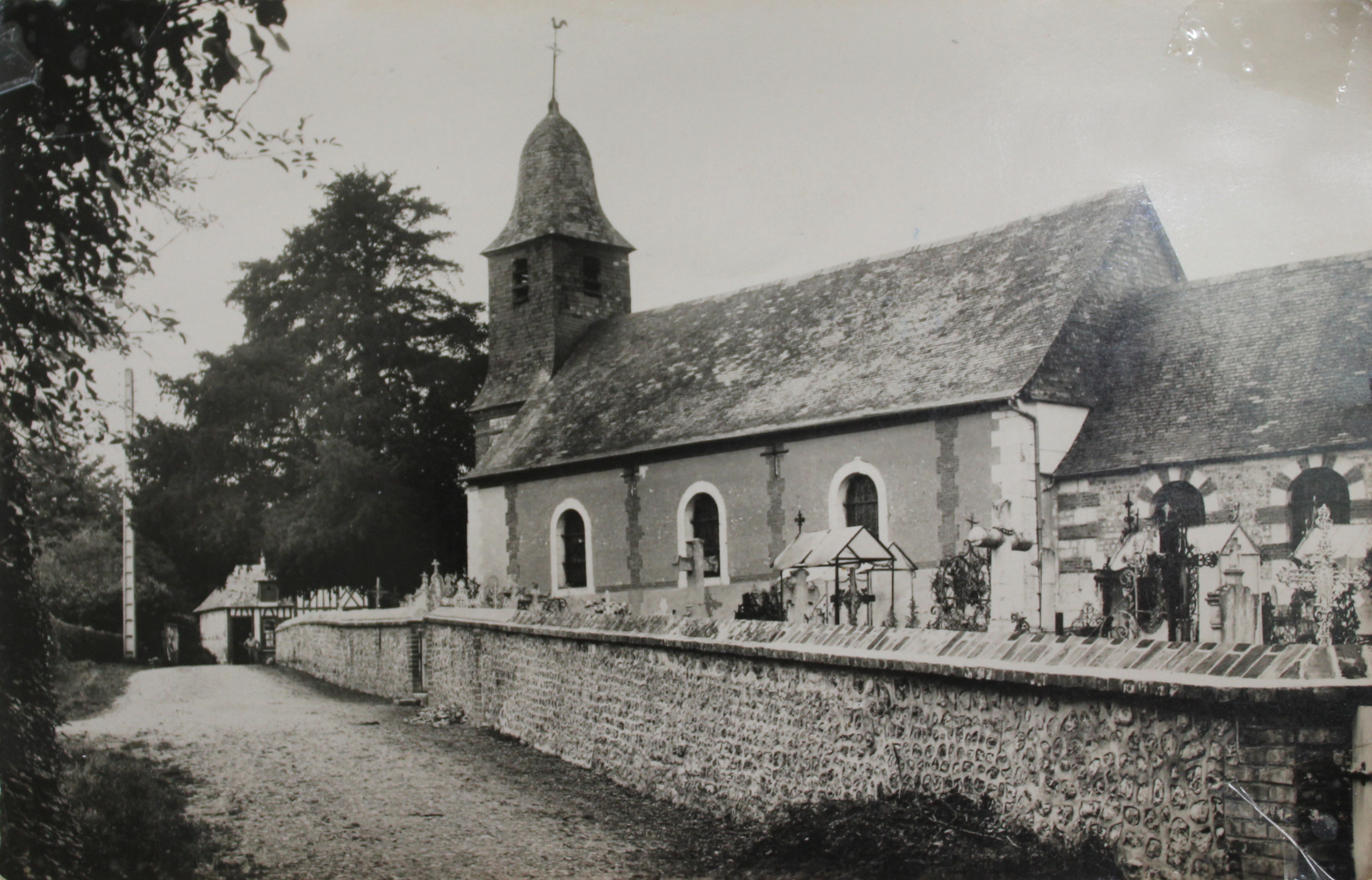
Vue ancienne de l'église.

Au haut Moyen Âge, la découverte de nombreuses sépultures mérovingiennes à proximité de l'actuel cimetière et du chemin des Hauts-Vents laisse supposer l'existence d'un lieu de culte chrétien dans cette zone de la commune.
L'existence d'une église paroissiale à Manneville-sur-Risle est ensuite attestée au XIIIe siècle. Lorsque Philippe-Auguste reconquit le duché de Normandie en 1204, il confia le bailliage de Pont-Audemer à un chef mercenaire nommé Cadoc. Ce dernier fonda un collège de chanoines à Gaillon à qui il confia le patronage de l'église paroissiale de Manneville.
L'église actuelle fut construite au tournant des XVIe et XVIIIe siècles, probablement sur les fondations du précédent bâtiment. En 1717, la visite pastorale de l'évêché de Rouen trouve une église en bon état qui venait certainement d'être construite. En 1775, les travaux sont achevés avec la pose de la cloche. 
En 1865, une nouvelle cloche est posée dans l'église. En 1874, des travaux furent effectués sur les murs de contrefort.

## Description
L'église est composée d'une nef simple terminée par une abside à trois pans. Ces deux parties sont divisées en trois travées ouvertes par des baies à arc en plein cintre. Le portail occidental est surmonté d'un clocher carré coiffé d'un couronnement à huit pans en forme de cloche.

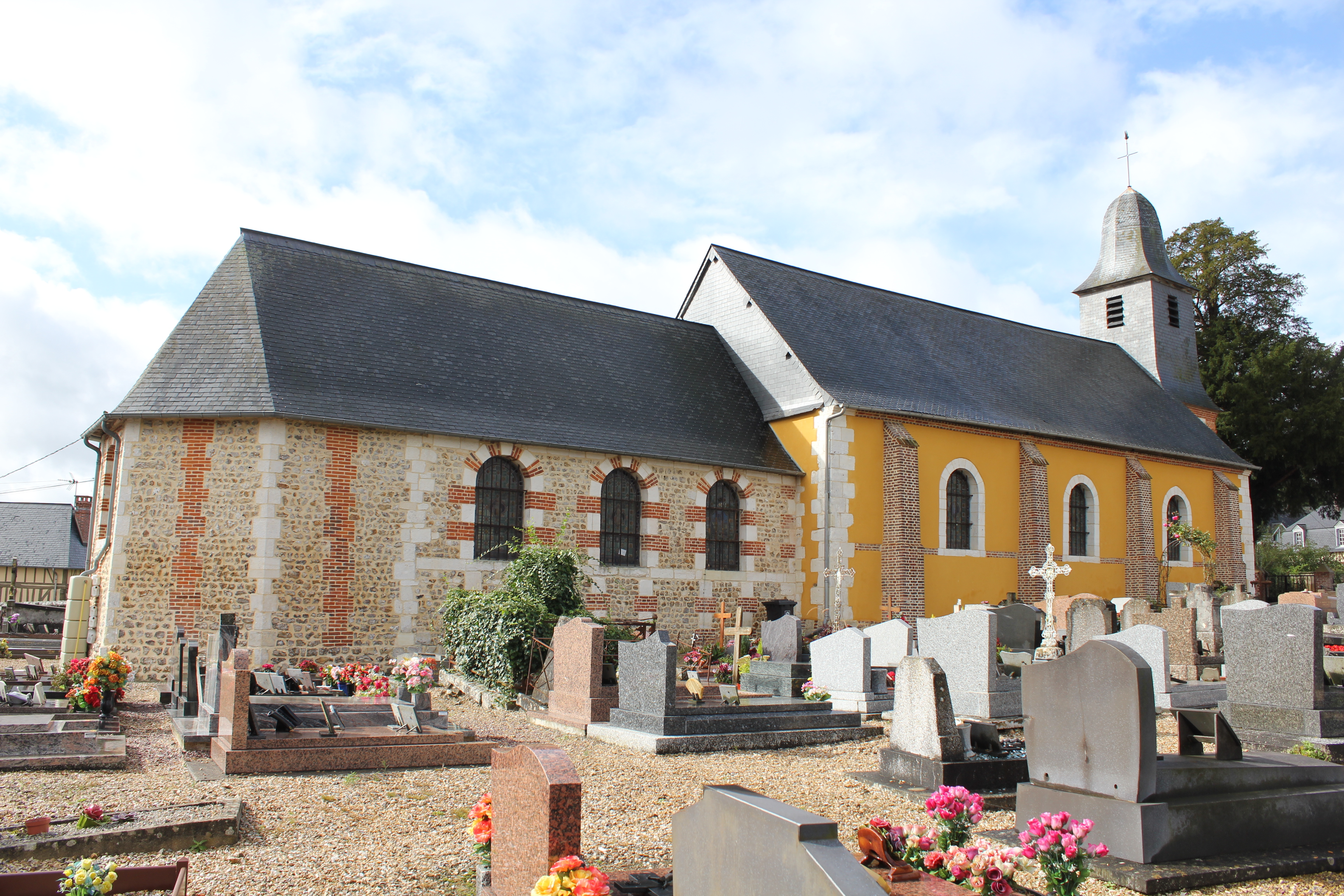
Façade nord de l'église
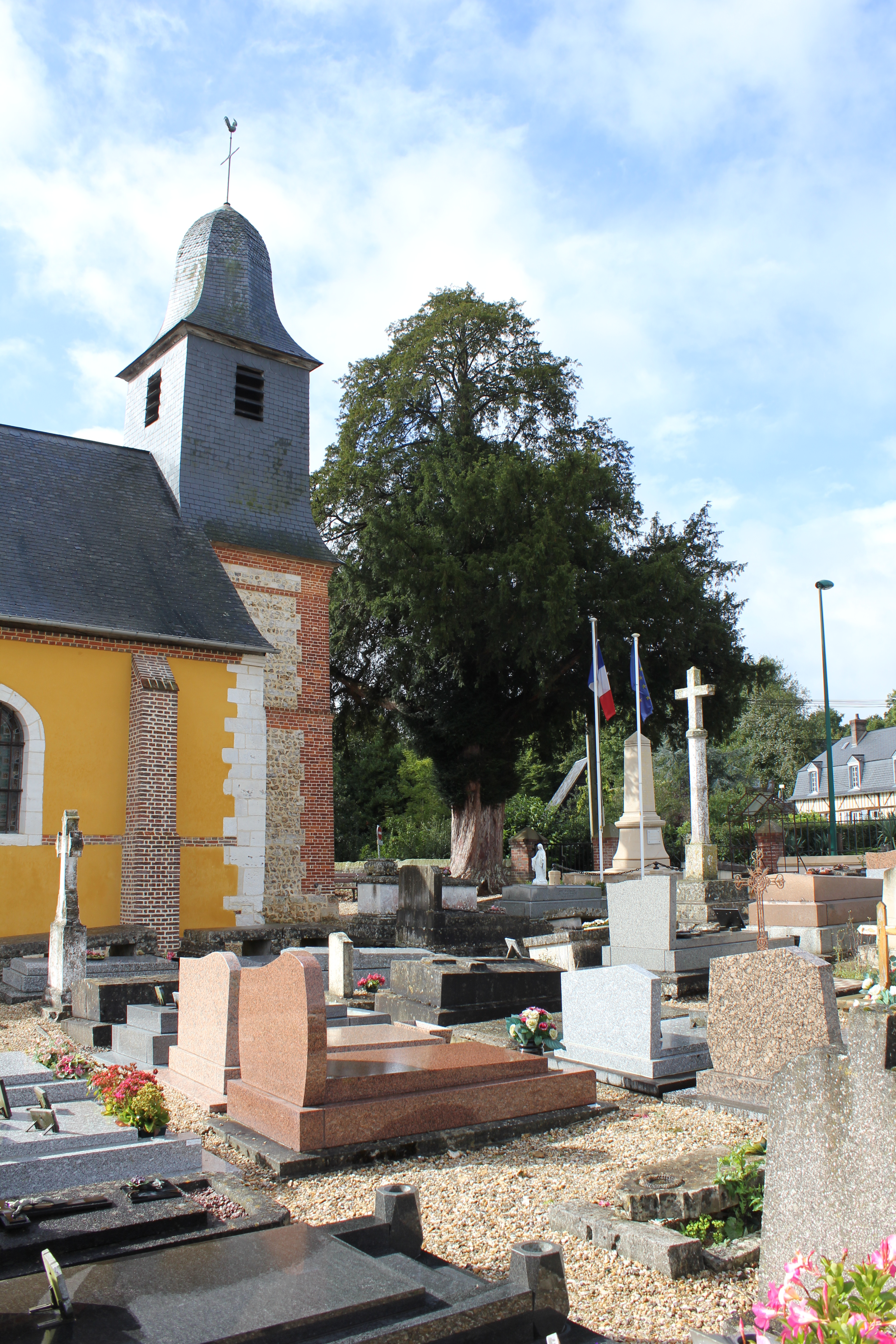
Portail de l'église